# FK Yantra Gabrovo
El FK Yantra Gabrovo (en búlgar ФК Янтра) és un club de futbol búlgar de la ciutat de Gabrovo.

## Història
El club va ser fundat l'any 1919. Durant el transcurs dels anys ha rebut les denominacions següents:
- 1919 OTO Gabrovo
- 1957 Chardafon Orlovets (fusió amb Chardafon Orlovets, Aprilov, Balkan, Cherveno zname, Dinamo, Spartak i Torpedo)
- 1973 FK Yantra Gabrovo
- 1994 FC Chardafon
- 2001 FK Yantra 1919 Gabrovo (fusió amb FK Yantra 2000 Gabrovo)

Per problemes econòmics el club desaparegué el 2012.

## Palmarès
- Copa de la Lliga de Futbol Amateur: 
  - 2001-02